# Stephanopis fissifrons
Stephanopis fissifrons là một loài nhện trong họ Thomisidae.
Loài này thuộc chi Stephanopis. Stephanopis fissifrons được William Joseph Rainbow miêu tả năm 1920.